# Liso-Berezivka, Letîciv
Liso-Berezivka (în ucraineană Лісо-Березівка) este un sat în comuna Ialînivka din raionul Letîciv, regiunea Hmelnîțkîi, Ucraina.

## Demografie
Componența lingvistică a localității Liso-Berezivka
     Ucraineană (99,44%)
     Alte limbi (0,56%)
Conform recensământului din 2001, majoritatea populației localității Liso-Berezivka era vorbitoare de ucraineană (99,44%), existând în minoritate și vorbitori de alte limbi.